# Liste des évêques et archevêques d'Ancône
La liste des évêques et archevêques d'Ancône recense les noms des évêques qui se sont succédé à la tête du diocèse d'Ancône dans les Marches en Italie depuis sa fondation au IIIe siècle. 
Le diocèse est uni en 1422 avec celui de Numana, sous le nom  diocès d'Ancône et Numana et promu archidiocèse (sans suffragants) en 1904. En 1972 l'archevêque est promu métropolitain des diocèses Fabriano-Matelica, Jesi, Senigallia et la prélature territoriale de Lorette. L'archidiocèse est uni avec le diocèse d'Osimo en 1986 dans l'archidiocèse d'Ancône-Osimo.

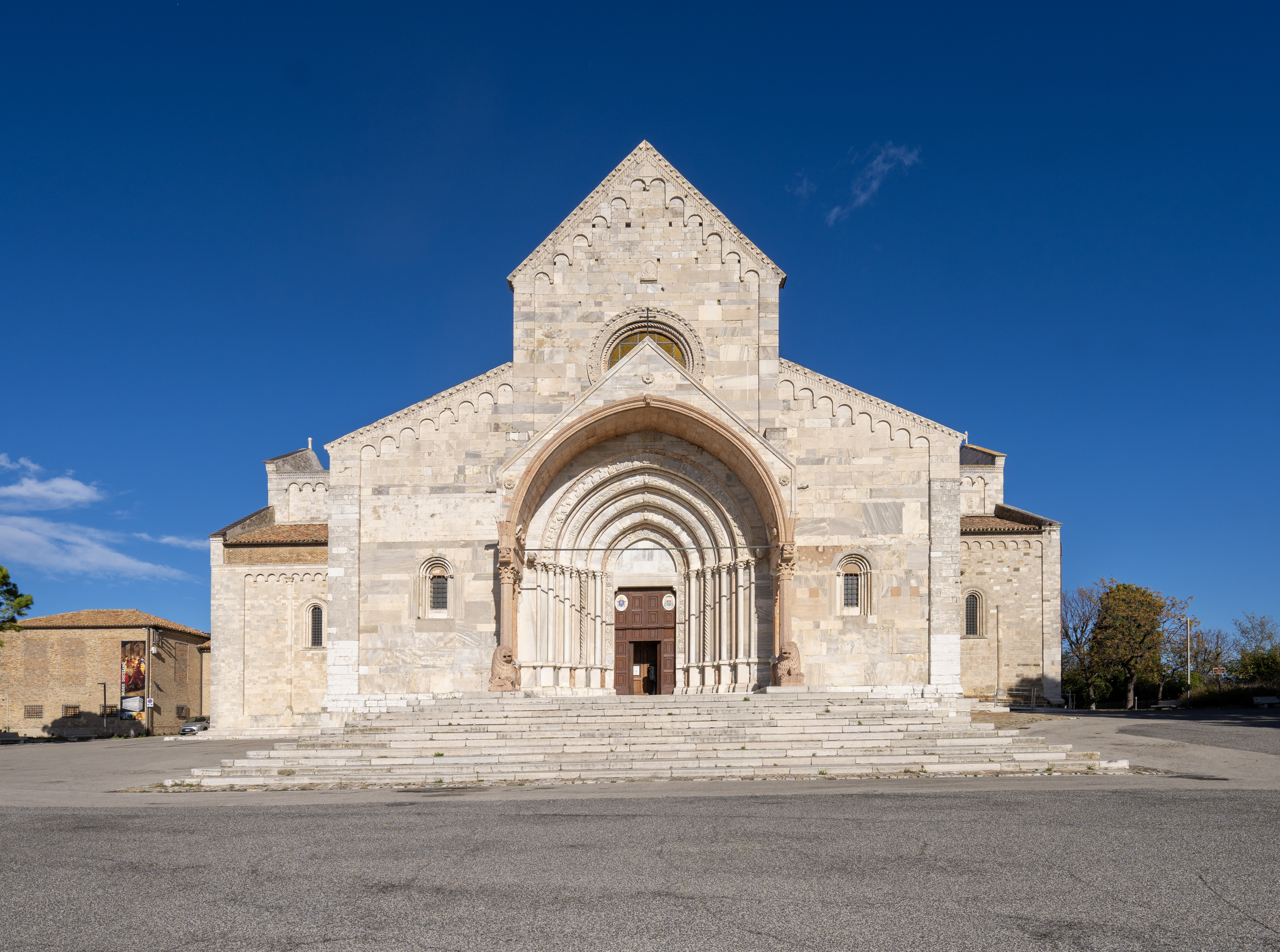
Cathédrale San Ciriaco à Ancône

## Évêques d'Ancône
- Saint Primiano † IIIe siècle
- Saint Ciriaco † ? - 363
- Marc † 462
- Saint Trasone I 500
- Saint Marcellin I † vers mi VIe siècle
- Thomas † 569 - ?
- Sévère † vers 585 - ?
- Fiorentino †
- Giovanni I †629 ou 633 - ?
- Mauroso †  649
- Jean II † 679
- Sénateur † 743
- Tigrino † 826
- Léopard † 861
- Paul † 878
- Bolongerio ou Benolergio † 887
- Erfermario †  967
- Trasone II †  996
- Étienne †  1030
- Grimaldo ou Grimoaldo †  1051
- Gérard Ier † 1069
- Transberto ? †
- Marcellin II ? †
- anonyme † 1118
- Bernard †  1127
- Lambert †  1150 ou 1158
- Thomas ? †  1172
- Gentile †  1179
- Rodolphe, O.S.B.Cam. † (1180 -  1185)
- Berolado †  1186 -  1192
- Gérard II † 1204 - 1237 ou 1238
- Persevallo †  1239
- Giovanni Boni †  1245 - ?
- Pietro di Romanuccio Capocci † 1284-1286
- Berardo dal Poggio † 1289 ? -  1296
  - Pandolfo †  1296 - 1299 (administrateur apostolique)
- Nicolò degli Ungari, O.F.M.Conv. † 1299-1326
- Tommaso dal Muro † 1326 - ?
- Francesco † (1330 - ?
- Nicolò Frangipane † 1342 - ?)
- Agostino dal Poggio † (1344 - 1348)
- Ugone, O.S.B. † (1348 - 1348)
- Lanfranco de Saliverti, O.F.M.Conv. † 1348 -  1349
- Giovanni Tedeschi, O.E.S.A. † (1349 - 1380
- Bartolomeo Uliari, O.S.B. † (1381 -  1385
- Guglielmo Dallavigna, O.S.B. †  1385 -  1405
- Carlo degli Atti, O.S.B. † (1405 - 1405 ou 1406
- Lorenzo Ricci † (1406 - 1409
- Simone Vigilanti, O.E.S.A. † (1409 - 1418)
  - Pietro Ferretti † 1413 -  1420 (anti-évêque)
- Astorgio Agnese †  1419 -  1422

## Évêques d'Ancône et Numana
- Astorigio Agnese † (1422-1436)
- Giovanni †  1436 - ?)
- Giovanni Capparelli †  1437 - 1460
- Agapito Rustici-Cenci † 1460 -  1463
- Beato Antonio Fatati † 1463 -  1484
- Benincasa de' Benincasa † 1484 - 1502
  - Giovanni Sacco †  1502 - 1505 (administrateur apostolique)
- Pietro Accolti d'Arezzo †  1505 -  1514
- Francesco Accolti † (1514 - ?)
- Rufino Luparo, O.F.M. † (1520 - 1522
- Baldovinetto de' Baldovinetti †  1524 - 1538
  - Alessandro Farnese †  1538 - 1538  (administrateur apostolique)
- Girolamo Ghianderoni †  1538 - 1550 (administrateur apostolique)
- Gian Matteo di Luca Luchi † (1553 -  1556
- Vincenzo di Luca Luchi †  1556 -  1585
- Carlo Conti †  1585 -  1615
- Giulio Savelli †  1616 -  1622
- Luigi Galli † (1622 -  1657
- Sede vacante (1657-1666)
- Giannicolò Conti † 1666 - 1698
- Marcello d'Aste †  1700 - 1709
- Giovanni Battista Bussi †  1710 -  1726
- Prospero Lorenzo Lambertini † 1727-1731 (archevêque à titre personnel, il deviendra le pape Benoît XIV)
- Bartolomeo Massei † 1731-1745
- Niccolò Manciforte † 1746-1762
- Filippo Acciajuoli † 1763-1766
- Giovanni Ottavio Bufalini † 1766-1782
- Vincenzo Ranuzzi † 1785-1800 
  - Francesco Saverio Passeri † 1800-1808 (administrateur apostolique)
  - Sede vacante (1808-1816)
- Nicola Riganti † 1816-1822
- Giovanni Francesco Falzacappa † 1823-1824
- Cesare Nembrini Pironi Gonzaga † 1824-1837
- Antonio Maria Cadolini, 1838-1851
- Antonio Benedetto Antonucci † 1851-1879
- Achille Manara † 1879-1904

## Archevêques d'Ancône
- Achille Manara † 1904-1906
- Giovanni Battista Ricci † 1906-1929
  - Carlo Castelli † (administrateur apostolique)
- Mario Giardini, B. † 1931-1940
- Marco Giovanni Della Pietra, O.F.M. † 1940-1945
- Egidio Bignamini †1945-1966
- Felicissimo Stefano Tinivella, O.F.M. 1966-1968
- Carlo Maccari (it) † 1968-1986

### Archevêques d'Ancône-Osimo
- Carlo Maccari (it) † (1986-1989)
- Dionigi Tettamanzi † (1989-1991)
- Franco Festorazzi (it) † (1991-2004)
- Edoardo Menichelli (2004-2017)
- Angelo Spina (depuis 2017)